# Alberto Cecchetti
Alberto Cecchetti (ur. 9 stycznia 1944 w Genui) – kapitan regent San Marino w okresie od 1 października 2001 do 1 kwietnia 2002, wraz z Gino Giovagnolim.